# La Chapelle-Monthodon
La Chapelle-Monthodon – miejscowość i dawna gmina we Francji, w regionie Hauts-de-France, w departamencie Aisne. W dniu 1 stycznia 2016 roku z połączenia trzech ówczesnych gmin – Baulne-en-Brie, La Chapelle-Monthodon oraz Saint-Agnan – powstała nowa gmina Vallées en Champagne. W 2013 roku populacja La Chapelle-Monthodon wynosiła 198 mieszkańców. 